# Danmarksserien 2019
La Danmarksserien 2019 è la 28ª edizione del campionato di football a 9, organizzato dalla DAFF.

## Squadre partecipanti
| Club                                   | Città              | Stadio | Sponsor ufficiale | Risultato nella stagione 2018 |
| -------------------------------------- | ------------------ | ------ | ----------------- | ----------------------------- |
| Aarhus Tigers II                       | Aarhus             |        |                   |                               |
| Avedøre Monarchs                       | Hvidovre           |        |                   |                               |
| Herning Hawks                          | Herning            |        |                   |                               |
| Holstebro Dragons/ AaB 89ers II        | Holstebro/Aalborg  |        |                   |                               |
| Horsens Stallions                      | Horsens            |        |                   |                               |
| Køge Marines                           | Køge               |        |                   |                               |
| Middelfart Stingers/ Kolding Guardians | Middelfart/Kolding |        |                   |                               |
| Næstved Vikings                        | Næstved            |        |                   |                               |
| Randers Rednex                         | Randers            |        |                   |                               |
| Slagelse Wolfpack                      | Slagelse           |        |                   |                               |
| Svendborg Admirals                     | Svendborg          |        |                   |                               |
| Triangle Razorbacks II                 | Vejle              |        |                   |                               |
| Ytown Rockets/ Rønne Bears             | Ystad/Rønne        |        |                   |                               |

## Prima fase

### Calendario

#### 1ª giornata
| Vejle 6 aprile 2019, ore 14:00 | Triangle Razorbacks II | 30 – 18 referto | Horsens Stallions | Vejle Atletikstadion |

| Viby J 7 aprile 2019, ore 14:00 | Aarhus Tigers II | 32 – 14 referto | Svendborg Admirals | Bøgeskov Idrætsanlæg |

#### 2ª giornata
| Holstebro 13 aprile 2019, ore 13:30 | Holstebro Dragons /AaB 89ers II | 0 – 32 referto | Randers Rednex | Idrætscenter Vest |

| Herning 14 aprile 2019, ore 14:00 | Herning Hawks | 42 – 0 referto | Middelfart Stingers/ Kolding Guardians | Herning Atletikstadion |

| Slagelse 14 aprile 2019, ore 14:00 | Slagelse Wolfpack | 8 – 44 referto | Næstved Vikings | Nordhallen |

#### 3ª giornata
| Vejle 18 aprile 2019, ore 14:00 | Triangle Razorbacks II | 0 – 52 referto | Herning Hawks | Vejle Atletikstadion |

#### 4ª giornata
| Kolding 20 aprile 2019, ore 14:00 | Middelfart Stingers /Kolding Guardians | 28 – 6 referto | Aarhus Tigers II | Bakkeskolen |

| Randers 21 aprile 2019, ore 14:00 | Randers Rednex | 42 – 6 referto | Svendborg Admirals | Thunder Field |

| Næstved 22 aprile 2019, ore 14:00 | Næstved Vikings | 6 – 52 referto | Avedøre Monarchs | SJSI Vikings |

#### 5ª giornata
| Svendborg 27 aprile 2019, ore 14:00 | Svendborg Admirals | 42 – 20 referto | Holstebro Dragons/ AaB 89ers II | Admirals Field |

| Herning 28 aprile 2019, ore 14:00 | Herning Hawks | 20 – 22 referto | Aarhus Tigers II | Herning Atletikstadion |

| Slagelse 28 aprile 2019, ore 14:00 | Slagelse Wolfpack | 12 – 14 referto | Køge Marines | Nordhallen |

#### 6ª giornata
| Kolding 4 maggio 2019, ore 16:00 | Middelfart Stingers /Kolding Guardians | 50 – 0 (a tavolino) referto | Triangle Razorbacks II | Bakkeskolen |

| Hvidovre 5 maggio 2019, ore 14:00 | Avedøre Monarchs | 36 – 0 referto | Køge Marines | Hvidovre Gymnasium |

| Randers 5 maggio 2019, ore 14:00 | Randers Rednex | 40 – 0 referto | Horsens Stallions | Thunder Field |

#### 7ª giornata
| Vejle 10 maggio 2019, ore 14:00 | Triangle Razorbacks II | 0 – 36 referto | Aarhus Tigers II | Vejle Atletikstadion |

| Horsens 11 maggio 2019, ore 14:00 | Horsens Stallions | 42 – 32 referto | Holstebro Dragons/ AaB 89ers II | Dagnæs Stadion |

| Hvidovre 12 maggio 2019, ore 14:00 | Avedøre Monarchs | 36 – 6 referto | Næstved Vikings | Hvidovre Gymnasium |

#### 8ª giornata
| Køge 17 maggio 2019, ore 14:00 | Køge Marines | 0 – 50 (a tavolino) referto | Næstved Vikings | Rishøjhallen |

| Horsens 17 maggio 2019, ore 14:00 | Horsens Stallions | 54 – 34 referto | Svendborg Admirals | Dagnæs Stadion |

| Holstebro 18 maggio 2019, ore 16:00 | Holstebro Dragons /AaB 89ers II | 32 – 12 referto | Middelfart Stingers/ Kolding Guardians | Idrætscenter Vest |

| Herning 19 maggio 2019, ore 14:00 | Herning Hawks | 0 – 24 referto | Randers Rednex | Herning Atletikstadion |

#### 9ª giornata
| Svendborg 25 maggio 2019, ore 14:00 | Svendborg Admirals | 0 – 50 (a tavolino) referto | Middelfart Stingers/ Kolding Guardians | Admirals Field |

| Slagelse 25 maggio 2019, ore 14:00 | Slagelse Wolfpack | 0 – 52 referto | Avedøre Monarchs | Nordhallen |

| Randers 26 maggio 2019, ore 14:00 | Randers Rednex | 42 – 6 referto | Triangle Razorbacks II | Thunder Field |

#### 10ª giornata
| Horsens 30 maggio 2019, ore 14:00 | Horsens Stallions | 6 – 36 referto | Aarhus Tigers II | Dagnæs Stadion |

#### 11ª giornata
| Næstved 1º giugno 2019, ore 14:00 | Næstved Vikings | 58 – 8 referto | Slagelse Wolfpack | SJSI Vikings |

| Holstebro 2 giugno 2019, ore 14:00 | Holstebro Dragons /AaB 89ers II | 6 – 56 referto | Herning Hawks | Idrætscenter Vest |

#### 12ª giornata
| Horsens 8 giugno 2019, ore 14:00 | Horsens Stallions | 0 – 6 referto | Herning Hawks | Dagnæs Stadion |

| Kolding 9 giugno 2019, ore 14:00 | Middelfart Stingers /Kolding Guardians | 24 – 28 referto | Randers Rednex | Bakkeskolen |

| Svendborg 10 giugno 2019, ore 10:00 | Svendborg Admirals | 42 – 14 referto | Triangle Razorbacks II | Admirals Field |

| Køge 10 giugno 2019, ore 14:00 | Køge Marines | 20 – 26 referto | Avedøre Monarchs | Rishøjhallen |

#### 13ª giornata
| Næstved 15 giugno 2019, ore 14:00 | Næstved Vikings | 14 – 38 referto | Køge Marines | SJSI Vikings |

| Viby J 16 giugno 2019, ore 14:00 | Aarhus Tigers II | 28 – 0 referto | Holstebro Dragons/ AaB 89ers II | Bøgeskov Idrætsanlæg |

#### 14ª giornata
| Vejle 22 giugno 2019, ore 10:00 | Triangle Razorbacks II | 34 – 14 referto | Holstebro Dragons/ AaB 89ers II | Vejle Atletikstadion |

| Viby J 23 giugno 2019, ore 14:00 | Aarhus Tigers II | 12 – 62 referto | Randers Rednex | Bøgeskov Idrætsanlæg |

| Køge 23 giugno 2019, ore 14:00 | Køge Marines | 50 – 0 (a tavolino) referto | Slagelse Wolfpack | Rishøjhallen |

#### 15ª giornata
| Herning 29 giugno 2019, ore 14:00 | Herning Hawks | 50 – 0 (a tavolino) referto | Svendborg Admirals | Herning Atletikstadion |

| Middelfart 30 giugno 2019, ore 14:00 | Middelfart Stingers /Kolding Guardians | 12 – 28 referto | Horsens Stallions | Hyllehøjskolen |

| Hvidovre 30 giugno 2019, ore 14:00 | Avedøre Monarchs | 50 – 0 (a tavolino) referto | Slagelse Wolfpack | Hvidovre Gymnasium |

### Classifiche
Le classifiche della regular season sono le seguenti:
- PCT = percentuale di vittorie, G = partite giocate, V = partite vinte,  P = partite perse, PF = punti fatti, PS = punti subiti

#### Girone Øst
| Pos. | Squadra           | PCT   | G | V | N | P | PF  | PS  |
| ---- | ----------------- | ----- | - | - | - | - | --- | --- |
| 1    | Avedøre Monarchs  | 1.000 | 6 | 6 | 0 | 0 | 252 | 32  |
| 2    | Næstved Vikings   | .500  | 6 | 3 | 0 | 3 | 178 | 142 |
| 3    | Køge Marines      | .500  | 6 | 3 | 0 | 3 | 122 | 138 |
| 4    | Slagelse Wolfpack | .000  | 6 | 0 | 0 | 6 | 28  | 268 |

#### Girone Vest
| Pos. | Squadra                                | PCT   | G | V | N | P | PF  | PS  |
| ---- | -------------------------------------- | ----- | - | - | - | - | --- | --- |
| 1    | Randers Rednex                         | 1.000 | 7 | 7 | 0 | 0 | 270 | 48  |
| 2    | Aarhus Tigers II                       | .714  | 7 | 5 | 0 | 2 | 172 | 130 |
| 3    | Herning Hawks                          | .714  | 7 | 5 | 0 | 2 | 226 | 52  |
| 4    | Horsens Stallions                      | .429  | 7 | 3 | 0 | 4 | 148 | 190 |
| 5    | Middelfart Stingers/ Kolding Guardians | .429  | 7 | 3 | 0 | 4 | 176 | 136 |
| 6    | Svendborg Admirals                     | .286  | 7 | 2 | 0 | 5 | 138 | 262 |
| 7    | Triangle Razorbacks II                 | .286  | 7 | 2 | 0 | 5 | 84  | 254 |
| 8    | Holstebro Dragons/ AaB 89ers II        | .143  | 7 | 1 | 0 | 6 | 104 | 246 |

## Seconda fase

### Girone Elming Bowl

#### Turno 1
| Horsens 10 agosto 2019, ore 14:00 | Horsens Stallions | 0 – 50 referto | Avedøre Monarchs | Dagnæs Stadion |

| Randers 11 agosto 2019, ore 14:00 | Randers Rednex | 28 – 0 referto | Herning Hawks | Thunder Field |

#### Turno 2
| Horsens 18 agosto 2019, ore 14:00 | Horsens Stallions | 50 – 0 referto | Aarhus Tigers II | Dagnæs Stadion |

#### Turno 3
| Hvidovre 24 agosto 2019, ore 14:00 | Avedøre Monarchs | 44 – 14 referto | Randers Rednex | Hvidovre Gymnasium |

| Viby J 25 agosto 2019, ore 14:00 | Aarhus Tigers II | 22 – 0 referto | Herning Hawks | Bøgeskov Idrætsanlæg |

#### Turno 4
| Herning 31 agosto 2019, ore 14:00 | Herning Hawks | 0 – 50 (a tavolino) referto | Avedøre Monarchs | Herning Atletikstadion |

| Randers 1º settembre 2019, ore 14:00 | Randers Rednex | 38 – 0 referto | Horsens Stallions | Thunder Field |

#### Turno 5
| Viby J 8 settembre 2019, ore 14:00 | Aarhus Tigers II | 0 – 50 (a tavolino) referto | Randers Rednex | Bøgeskov Idrætsanlæg |

#### Turno 6
| Hvidovre 14 settembre 2019, ore 14:00 | Avedøre Monarchs | 50 – 0 (a tavolino) referto | Aarhus Tigers II | Hvidovre Gymnasium |

| Herning 15 settembre 2019, ore 14:00 | Herning Hawks | 14 – 8 referto | Horsens Stallions | Herning Atletikstadion |

#### Classifica
La classifica del "Girone Elming Bowl" della seconda fase è la seguente:
- PCT = percentuale di vittorie, G = partite giocate, V = partite vinte,  P = partite perse, PF = punti fatti, PS = punti subiti

| Pos. | Squadra           | PCT   | G | V | N | P | PF  | PS  |
| ---- | ----------------- | ----- | - | - | - | - | --- | --- |
| 1    | Avedøre Monarchs  | 1.000 | 4 | 4 | 0 | 0 | 194 | 14  |
| 2    | Randers Rednex    | .750  | 4 | 3 | 0 | 1 | 130 | 44  |
| 3    | Horsens Stallions | .250  | 4 | 1 | 0 | 3 | 58  | 102 |
| 4    | Herning Hawks     | .250  | 4 | 1 | 0 | 3 | 14  | 108 |
| 5    | Aarhus Tigers II  | .250  | 4 | 1 | 0 | 3 | 22  | 150 |

### Girone Øst

#### Turno 1
| Næstved 10 agosto 2019, ore 14:00 | Næstved Vikings | 50 – 0 (a tavolino) referto | Slagelse Wolfpack | SJSI Vikings |

#### Turno 2
| Slagelse 17 agosto 2019, ore 14:00 | Slagelse Wolfpack | 0 – 50 (a tavolino) referto | Ytown Rockets/ Rønne Bears | Nordhallen |

#### Turno 3
| Ystad 25 agosto 2019, ore 14:00 | Ytown Rockets /Rønne Bears | 24 – 8 referto | Næstved Vikings | Ystad IF |

#### Turno 4
| Slagelse 1º settembre 2019, ore 14:00 | Slagelse Wolfpack | 0 – 50 (a tavolino) referto | Næstved Vikings | Nordhallen |

#### Turno 5
| Ystad 8 settembre 2019, ore 14:00 | Ytown Rockets /Rønne Bears | 50 – 0 (a tavolino) referto | Slagelse Wolfpack | Ystad IF |

#### Turno 6
| Næstved 15 settembre 2019, ore 14:00 | Næstved Vikings | 8 – 38 referto | Ytown Rockets/ Rønne Bears | SJSI Vikings |

#### Classifica
La classifica del girone Øst della seconda fase è la seguente:
- PCT = percentuale di vittorie, G = partite giocate, V = partite vinte,  P = partite perse, PF = punti fatti, PS = punti subiti

| Pos. | Squadra                    | PCT   | G | V | N | P | PF  | PS  |
| ---- | -------------------------- | ----- | - | - | - | - | --- | --- |
| 1    | Ytown Rockets/ Rønne Bears | 1.000 | 4 | 4 | 0 | 0 | 162 | 16  |
| 2    | Næstved Vikings            | .500  | 4 | 2 | 0 | 2 | 116 | 62  |
| 3    | Slagelse Wolfpack          | .000  | 4 | 0 | 0 | 4 | 0   | 200 |

### Girone Vest

#### Turno 1
| Kolding 10 agosto 2019, ore 14:00 | Middelfart Stingers /Kolding Guardians | – - (annullata) referto | Triangle Razorbacks II | Bakkeskolen |

#### Turno 2
| Kolding 18 agosto 2019, ore 14:00 | Middelfart Stingers /Kolding Guardians | 0 – 50 (a tavolino) referto | Svendborg Admirals | Bakkeskolen |

#### Turno 3
| Svendborg 25 agosto 2019, ore 14:00 | Svendborg Admirals | 52 – 0 referto | AaB 89ers II | Admirals Field |

| Vejle 25 agosto 2019, ore 14:00 | Triangle Razorbacks II | 26 – 20 referto | Holstebro Dragons | Vejle Atletikstadion |

#### Turno 4
| Vejle 7 settembre 2019, ore 10:00 | Triangle Razorbacks II | 20 – 28 referto | Svendborg Admirals | Vejle Atletikstadion |

| Aalborg 8 settembre 2019, ore 14:00 | AaB 89ers II | 50 – 0 (a tavolino) referto | Middelfart Stingers/ Kolding Guardians | AaB's anlæg |

#### Turno 5
| Svendborg 15 settembre 2019, ore 14:00 | Svendborg Admirals | 0 – 50 (a tavolino) referto | Holstebro Dragons | Admirals Field |

#### Turno 6
| Holstebro 21 settembre 2019, ore 14:00 | Holstebro Dragons | 50 – 0 (a tavolino) referto | Middelfart Stingers/ Kolding Guardians | Idrætscenter Vest |

| Aalborg 22 settembre 2019, ore 14:00 | AaB 89ers II | 50 – 0 (a tavolino) referto | Triangle Razorbacks II | AaB's anlæg |

#### Turno 7
| Holstebro 28 settembre 2019, ore 14:00 | Holstebro Dragons | 20 – 18 referto | AaB 89ers II | Idrætscenter Vest |

#### Classifica
La classifica del girone Vest della seconda fase è la seguente:
- PCT = percentuale di vittorie, G = partite giocate, V = partite vinte,  P = partite perse, PF = punti fatti, PS = punti subiti

| Pos. | Squadra                                | PCT  | G | V | N | P | PF  | PS  |
| ---- | -------------------------------------- | ---- | - | - | - | - | --- | --- |
| 1    | Holstebro Dragons                      | .750 | 4 | 3 | 0 | 1 | 140 | 44  |
| 2    | Svendborg Admirals                     | .750 | 4 | 3 | 0 | 1 | 130 | 70  |
| 3    | AaB 89ers II                           | .500 | 4 | 2 | 0 | 2 | 118 | 72  |
| 4    | Triangle Razorbacks II                 | .333 | 3 | 1 | 0 | 2 | 46  | 98  |
| 5    | Middelfart Stingers/ Kolding Guardians | .000 | 3 | 0 | 0 | 3 | 0   | 150 |

## Finali

### II Placerings Bowl
| Slagelse 29 settembre 2019, ore 15:00 | Svendborg Admirals | 18 – 32 referto | Ytown Rockets/ Rønne Bears | Harboe Arena Slagelse |

### XXVIII Elming Bowl
| Slagelse 28 settembre 2019, ore 18:00 | Avedøre Monarchs | 54 – 14 referto | Randers Rednex | Harboe Arena Slagelse |

## Verdetti
- Avedøre Monarchs Vincitori dell'Elming Bowl 2019
- Ytown Rockets/ Rønne Bears Vincitori del Placerings Bowl 2019